# إنيدي الغربية
إنيدي الغربية كانت قسم في السابق من إقليم بوركو إنيدي تيبستي في تشاد، وكانت عاصمتها فادا.
في عام 2008، أصبحت إدارتا إنيدي الغربية وإنيدي الشرقية السابقتين في بوركو إنيدي- تيبستي إقليم إنيدي الجديد.